# 田畑貞寿
田畑 貞寿（たばた さだとし、1931年 - ）は、日本の造園家。ランドスケープエコロジスト、都市計画家、タウンプランナー、造園学者。居住環境研究家。千葉大学名誉教授、上野学園大学教授 。千葉大学をはじめ多くの大学で、造園計画をはじめ、緑地の計画、都市オープン・スペース計画、団地計画・運営管理、自然文化遺産の保全、都市・河川・海浜生態系調査法及び景相生態系保全など、環境計画方面の人材育成に携わる。工学博士。長野県出身。

## 略歴
- 1954年、千葉大学園芸学部造園学科卒業　東京都を経て日本住宅公団勤務、本城和彦主導による団地オープンスペース計画の実践、新しい団地設計の試みに参加
- 1957年から1959年には北村信正主宰の「遊び場研究会」に参加
- 1958年、池原謙一郎、伊藤邦衛、石川岩雄、清水友雄、中島健 (造園家)、田畑貞寿の6人で、銀座で「庭のデザイナー6人展」を開催、造園作品を展示。 また前野淳一郎らのスペースコンサルタンツの造園設計業務に協力。
- 1963年からパキスタン・イスラマバード首都建設計画に参画し首都圏域のランドスケーププランの作成、ナショナルパークの計画設計、現地計画指導に関わる。
- 1967年、イスラマバードのランドスケーププランの実施から学んだことをさらに港北ニュータウン基本構想づくりに生かし、高山英華委員会にグリーンマトリックス手法の提案をする。
- 1965年から、東洋大学併任講師（造園・地域計画）
- 1968年から、東京大学工学部都市工学科特別研究員。横山光雄（緑地学）、高山英華（都市工学）、沼田真（生態学）らの師事により、地域や国土計画の基本としての景相生態学的展開を図る。
- 1971年、工学博士（東京大学）
- 1970年、地域環境研究室主宰（その後、株式会社タム地域環境研究所設立）
- 1973年から1998年、千葉大学教授
- 1991年、日本造園学会会長
- 1996年、農村計画学会副会長
- 1996年、千葉大学大学院自然科学研究科長
- 1998年から千葉大学名誉教授、上野学園大学教授
- 2000年から（財）日本自然保護協会理事長
- 2003年、千葉県環境審議会会長
- 他、要職多数

## 表彰
- 1973年、社団法人日本造園学会学会賞
- 1982年、社団法人日本都市計画学会論文賞
- 1987年、社団法人日本公園緑地協会北村賞
- 1991年、千葉県教育文化功労賞
- 1998年、社団法人日本造園学会上原敬二賞
- 2007年、社団法人日本都市計画学会功績賞
- 2008年、千葉県環境保全功労賞
- 2011年、内閣府第5回みどりの学術賞受賞

## 主なる著書
- 緑の環境デザイン―庭から国立公園まで(NHKブックスカラー版 共著 1985年)
- 緑と地域計画〈1〉都市化と緑被地構造(古今書院　2000年)
- 住環境の理論と設計―新住宅地計画(鹿島出版会共著 1969年)
- 都市のグリーンマトリックス(鹿島出版会　1979年)
- 緑と居住環境（古今書院　共著 1984年）
- 現代のにわ（彰国社　共著　1960年）
- 現代建築と都市（彰国社　共著　1962年）
- 緑の環境デザイン（日本放送出版協会　編著 1985年）
- 緑資産と環境デザイン論（技報堂出版　編著 1990年）
- 乾燥・半乾燥地域の都市化と緑地生態系の動態に関する研究（編著 1991年）
- 造園の事典（編著 朝倉書店 1995年）
- 市民ランドスケープの創造（環境コミュニケーションズ　編著 1996年）
- 市民ランドスケープの展開（環境コミュニケーションズ　編著 2006年）
- 緑と地域計画〈2〉緑被地機能と評価(古今書院 2011年)
- グリーンセラピー読本（技報堂編著 2011年）
- 緑と地域計画〈3〉都市周辺部の緑被地の保全(古今書院 2013年)
- グリーンマトリックス手法による都市の再考（ぶんしん出版　 編著2025年）
- 他、著書・論文多数

| 文化        | 文化                             | 文化          |
| ----------- | -------------------------------- | ------------- |
| 先代 中村一 | 日本造園学会会長 1991年 - 1993年 | 次代 井手久登 |